# Riccardo Divora
Riccardo Divora (12 de diciembre de 1908-10 de enero de 1951) fue un deportista italiano que compitió en remo. Participó en los Juegos Olímpicos de Los Ángeles 1932, obteniendo una medalla de plata en la prueba de cuatro con timonel.

## Palmarés internacional
| Juegos Olímpicos | Juegos Olímpicos             | Juegos Olímpicos | Juegos Olímpicos   |
| Año              | Lugar                        | Medalla          | Prueba             |
| ---------------- | ---------------------------- | ---------------- | ------------------ |
| 1932             | Los Ángeles (Estados Unidos) | Medalla de plata | Cuatro con timonel |